# Horisme leucophanes
Horisme leucophanes är en fjärilsart som beskrevs av Edward Meyrick 1891. Horisme leucophanes ingår i släktet Horisme och familjen mätare. Inga underarter finns listade i Catalogue of Life.